# Glina (Sisak-Moslavina)
Pour les articles homonymes, voir Glina.
Glina est une ville et une municipalité située au sud-ouest de Petrinja et Sisak dans le comitat de Sisak-Moslavina, au centre de la Croatie. Elle est située sur la rivière éponyme Glina.

## Histoire

### Histoire ancienne
Glina est mentionnée pour la première fois en tant que ville le 1er juin 1284. Plus tard, en septembre 1737, pendant la menace turque, le Sabor croate se réunit à Glina. Ce fut égalemenet un poste du Ban Jelačić lorsqu'il devint le commandant de la Frontière militaire pendant la menace turque.
Au milieu du XVIIIe siècle, le comte Ivan Drašković (en) crée des loges franc-maçonnes dans plusieurs villes et villages croates, dont Glina, où les officiers et autres membres partageaient les idées des Jacobins de la Révolution française, jusqu'à ce que l'empereur François II les interdise en 1798. Pendant le siège de Cetingrad (en) de 1790, Glina est rapidement fortifiée en préparation d'un assaut ottoman en cas de chute de Cetingrad, ce qui ne fut pas le cas. À la fin du XIXe siècle et au début du XXe siècle, Glina est la capitale du district du comitat de Zagreb au sein du Royaume de Croatie-Slavonie.

### Seconde Guerre mondiale
Pendant la Seconde Guerre mondiale, Glina fait partie de l'État indépendant de Croatie établit par les puissances de l'Axe à la suite de l'invasion de la Yougoslavie. Il y a deux grands massacres de Serbes par les Oustachis à Glina en 1941. Dans la nuit du 11 mai, les Oustachis arrêtent les Serbes de sexe masculin âgés de plus de seize ans, sans distinction de profession ou de classe. Les hommes sont d'abord emprisonnés dans une petite zone de détention d'un ancien bâtiment de la gendarmerie, puis, dans la nuit du 12 mai, ils sont attachés deux par deux, embarqués dans des camions et emmenés dans une grande fosse où ils sont tués, principalement à l'aide d'armes à feu. L'historien Slavko Goldstein (en) considère que « moins de 400, mais certainement plus de 300 » Serbes ont été tués au total.
Un autre massacre a lieu du 30 juillet au 2 août, lorsque 700 Serbes sont rassemblés sous la menace d'une conversion forcée et exécutés dans l'église orthodoxe serbe locale. Les dates ainsi que le nombre de victimes de ce massacre sont contestés dans les sources. Selon des rapports italiens, au total, plus de 18 000 Serbes sont tués dans le district de Glina pendant la guerre. Les partisans yougoslaves attaquent Glina et Hrastovica à la fin du mois de novembre 1943. La position est tenue par l'armée nazie avec le soutien de la 11e division SS Nordland danoise. Les partisans libèrent la ville et y entrent le 11 janvier 1944.

### Yougoslavie socialiste
Après la fin de la guerre en 1964, le Comité pour la construction de mémoriaux en hommage aux victimes de la terreur fasciste de Juillet à Banija et Kordun demande aux associations d'anciens combattants de la guerre populaire de libération de la Yougoslavie (SUBNOR), de construire enfin un mémorial, car l'absence de construction affectait particulièrement la fraternité et l'unité des habitants de cette région. Une maison commémorative est ensuite construite sur le site de l'église orthodoxe détruite et, en 1985, son comité exécutif demande de l'aide pour créer une exposition permanente pour le musée, se lisant comme suit : « Les Oustachis ont massacré environ 1 200 Serbes des environs de Glina le 2 août 1941 », notant que cela marquait le début du génocide des Serbes dans l'État indépendant de Croatie.

### Guerres de Yougoslavie
Au début de l'été 1991, les premiers affrontements armés importants entre les forces croates et les Serbes rebelles ont lieu dans la région de Glina. Le 26 juin, au lendemain de la déclaration d'indépendance de la Croatie, un groupe de Serbes armés attaquent le poste de police local. La deuxième attaque armée a lieu un mois plus tard, le 26 juillet. Les milices serbes auraient utilisé des Croates comme boucliers humains dans le conflit. Des civils des deux camps trouvent la mort dans les combats de Glina. Les unités de la Police croate et de la Garde nationale ont dû se retirer tandis que les Croates de Glina (y compris Jukinac) se sont réfugiés à Donji et Gornji Viduševac, des villages au nord de Glina qui étaient libres à l'époque. Par la suite, Glina est entièrement contrôlée par l'Armée populaire yougoslave et les rebelles serbes. La population non-serbe restante de Glina et des environs est en grande partie expulsée, tandis que beaucoup sont emmenés dans des camps d'internement. Pendant la guerre, les Serbes occupent le territoire jusqu'à la rivière Kupa, ce qui donne lieu à de nombreux crimes contre les civils dans la région de Novo Selo Glinsko (en), Stankovci et Bučič. En 1995, le futur président de la Serbie Aleksandar Vučić tient une réunion à Glina au cours de laquelle il déclare notamment que Glina ne fera jamais partie de la Croatie, et plaide pour qu'elle fasse partie de la Grande Serbie,. Au total, 396 civils et soldats croates sont tués à Glina pendant la guerre. Le 6 août 1995, Glina est restituée à la Croatie par l'armée croate au cours de l'opération Tempête. Dans le même temps, la plupart des Serbes ethniques ont fui. En décembre 2015, les corps de 56 civils et soldats serbes tués pendant l'action sont exhumés d'une fosse commune dans la municipalité de Gornje Selište.

### Histoire récente
La région de Glina a subi d'importants dégâts lors du tremblement de terre de 2020 à Petrinja.

## Démographie
| Année du recensement | Total  | Croates          | Serbes           | Yougoslaves    | Autre        |
| -------------------- | ------ | ---------------- | ---------------- | -------------- | ------------ |
| 2011                 | 9 283  | 6 468 (69,68 %)  | 2 549 (27,46 %)  | 0 (0 %)        | 266 (2,86 %) |
| 2001                 | 9 868  | 6 712 (68 %)     | 2 829 (29 %)     | 0 (0 %)        | 327 (3,31 %) |
| 1991                 | 23 040 | 8 041 (34,90 %)  | 13 975 (60,65 %) | 473 (2,05 %)   | 551 (2,39 %) |
| 1981                 | 25 079 | 8 961 (35,73 %)  | 14 223 (56,71 %) | 1 580 (6,30 %) | 315 (1,26 %) |
| 1971                 | 28 336 | 10 785 (38,06 %) | 16 936 (59,77 %) | 381 (1,34 %)   | 234 (0,83 %) |
| 1961                 | 27 747 | 9 152 (33,31 %)  | 18 388 (66,93 %) | 60 (0,22 %)    | 147 (0,53 %) |

Les résultats concernent l'ensemble de la municipalité de Glina, qui était plus étendue lors des recensements précédents. Dans certains recensements, les personnes se sont déclarées Yougoslaves (et non Serbes ou Croates).
| Année du recensement | Total | Croates         | Serbes          | Yougoslaves   | Autre        |
| -------------------- | ----- | --------------- | --------------- | ------------- | ------------ |
| 2001                 | 3 116 | 2 315 (74,29 %) | 643 (20,64 %)   | 0 (0 %)       | 158 (5,07 %) |
| 1991                 | 6 933 | 1 448 (20,88 %) | 4 831 (69,68 %) | 362 (5,22 %)  | 352 (5,08 %) |
| 1981                 | 5 790 | 1 262 (21,79 %) | 3 531 (60,98 %) | 870 (15,02 %) | 127 (2,19 %) |
| 1971                 | 4 558 | 1 394 (30,58 %) | 2 873 (63,03 %) | 193 (4,23 %)  | 98 (2,15 %)  |
| 1961                 | 2 412 | 884 (36,65 %)   | 1 425 (59,08 %) | 33 (1,37 %)   | 70 (2,90 %)  |
| 1948                 | 2 098 | 1 126 (53,67 %) | 930 (44,33 %)   | 0 (0 %)       | 42 (2 %)     |

### Localités
La municipalité de Glina compte 69 localités, pour un total de 9 283 habitants en 2011 : 
- Balinac, 69 habitants
- Baturi, 0 habitant
- Bijele Vode, 67 habitants
- Bišćanovo, 0 habitant
- Bojna, 28 habitants
- Borovita, 17 habitants
- Brestik, 76 habitants
- Brezovo Polje, 24 habitants
- Brnjeuška, 13 habitants
- Brubno, 4 habitants
- Buzeta, 67 habitants
- Dabrina, 86 habitants
- Desni Degoj, 86 habitants
- Dolnjaki, 102 habitants
- Donja Bučica, 54 habitants
- Donja Trstenica, 0 habitant
- Donje Jame, 22 habitants
- Donje Selište, 109 habitants
- Donje Taborište, 40 habitants
- Donji Klasnić, 90 habitants
- Donji Selkovac, 1 habitant
- Donji Viduševac, 179 habitants
- Dragotina, 149 habitants
- Drenovac Banski, 74 habitants
- Dvorišće, 99 habitants
- Glina, 4 680 habitants
- Gornja Bučica, 128 habitants
- Gornje Jame, 0 habitant
- Gornje Selište, 55 habitants
- Gornje Taborište, 56 habitants
- Gornji Klasnić, 41 habitants
- Gornji Selkovac, 0 habitant
- Gornji Viduševac, 468 habitants
- Gračanica Šišinečka, 24 habitants
- Hađer, 50 habitants
- Hajtić, 32 habitants
- Ilovačak, 93 habitants
- Joševica, 37 habitants
- Kihalac, 50 habitants
- Kozaperovica, 46 habitants
- Maja, 168 habitants
- Majske Poljane, 196 habitants
- Majski Trtnik, 36 habitants
- Mala Solina, 15 habitants
- Mali Gradac, 143 habitants
- Mali Obljaj, 34 habitants
- Marinbrod, 93 habitants
- Martinovići, 71 habitants
- Momčilovića Kosa, 36 habitants
- Novo Selo Glinsko, 118 habitants
- Prekopa, 143 habitants
- Prijeka, 57 habitants
- Ravno Rašće, 129 habitants
- Roviška, 46 habitants
- Skela, 41 habitants
- Slatina Pokupska, 88 habitants
- Stankovac, 24 habitants
- Svračica, 44 habitants
- Šaševa, 26 habitants
- Šatornja, 176 habitants
- Šibine, 28 habitants
- Trnovac Glinski, 31 habitants
- Trtnik Glinski, 14 habitants
- Turčenica, 0 habitant
- Velika Solina, 69 habitants
- Veliki Gradac, 126 habitants
- Veliki Obljaj, 22 habitants
- Vlahović, 73 habitants
- Zaloj, 20 habitants